# Шуаа, Гада
Гада Шуаа (араб. غادة شعاع‎;
род. 10 сентября 1973 года, Мухрада, Сирия) — сирийская легкоатлетка, выступавшая в семиборье, олимпийская чемпионка, чемпионка мира и Азии. Единственная олимпийская чемпионка в истории Сирии.
Начинала спортивную карьеру как баскетболистка, переключилась на семиборье в 1991 году.
Чемпионка Олимпийских игр 1996 года в Атланте (в Атланте была знаменосцем сборной Сирии на церемонии открытия). В Атланте в отсутствие главных конкуренток чемпионка мира 1995 года Шуаа выиграла весьма уверенно, опередив ставшую второй Наталью Сазанович из Белоруссии. Золото 22-летней Шуаа стало первым для Сирии на Олимпийских играх и всего лишь второй медалью после серебра борца Джозефа Атии, завоёванного в 1984 году в Лос-Анджелесе. Участвовала также в Олимпийских играх 1992 года в Барселоне (25-е место) и Олимпийских играх 2000 года в Сиднее (не закончила выступления из-за травмы, после чего навсегда покинула профессиональный спорт). 
Гада Шуаа более 25 лет владеет рекордами Сирии в семи легкоатлетических дисциплинах (200 м, 100 м с барьерами, прыжки в высоту, прыжок в длину, толкание ядра, метание копья и семиборье). 4 из 7 этих рекордов были установлены 25 и 26 мая 1996 года во время соревнований многоборцев в австрийском Гётцисе. В семиборье Шуаа также владеет рекордом Азии (6942 очка).
Исповедует христианство. Во время Гражданской войны в Сирии поддержала правящий режим, некоторое время служила в Национальных силах обороны пулемётчицей. В настоящее время проживает в Германии.